# Pachtakor Kubodijon
Pachtakor Kubodijon (tadż. Клуби футболи «Пахтакор» Қубодиён) – tadżycki klub piłkarski, mający siedzibę w mieście Kubodijon, w południowo-zachodniej części kraju.

## Historia
Chronologia nazw:
- 1990: Pachtakor Duszanbe (ros. «Пахтакор» Душанбе)
- 1997: Pachtakor Kubodijon (ros. «Пахтакор» Қубодиён)

Piłkarski klub Pachtakor został założony w stolicy Duszanbe w 1994 roku. W 1994 zespół debiutował w rozgrywkach Wyższej Ligi Tadżykistanu. W debiutanckim sezonie zajął 11. miejsce w końcowej klasyfikacji. W 1997 klub przeniósł się do miejscowości Kubodijon w wilajecie chatlońskim (198 km od Duszanbe). W sezonie 1997 zajął 11. miejsce (z 13 drużyn), ale w następnym sezonie nie przystąpił do rozgrywek. W 2011 klub startował w Pierwszej Lidze. 20 września 2012 klub został wykluczony z ligi i potem został rozformowany.

## Sukcesy

### Trofea międzynarodowe
Nie uczestniczył w rozgrywkach azjatyckich (stan na 31-12-2015).

### Trofea krajowe
| \| \| Zdobyte trofea w rozgrywkach Tadżykistanu (stan na: 31-12-2015) \| |                                                                 |      |          |
| Rozgrywki                                                                | Osiągnięcie                                                     | Razy | Sezon(y) |
| Mistrzostwo                                                              | I miejsce                                                       | 0    |          |
| Mistrzostwo                                                              | II miejsce                                                      | 0    |          |
| Mistrzostwo                                                              | III miejsce                                                     | 0    |          |
| Mistrzostwo                                                              | 5. miejsce                                                      | 1    | 1995     |
| Puchar                                                                   | zdobywca                                                        | 0    |          |
| Puchar                                                                   | finalista                                                       | 0    |          |
| Puchar                                                                   | 1/8 finału                                                      | 1    | 1995     |
| II liga                                                                  | I miejsce                                                       | 0    |          |
| II liga                                                                  | II miejsce                                                      | 0    |          |
| II liga                                                                  | III miejsce                                                     | 0    |          |
| II liga                                                                  | 13. miejsce                                                     | 1    | 2012     |
| Tadżykistan                                                              | Zdobyte trofea w rozgrywkach Tadżykistanu (stan na: 31-12-2015) |      |          |

## Stadion
Klub rozgrywał swoje mecze domowe na stadionie Centralnym w Kubodijonie, który może pomieścić 1 000 widzów.